# The Gyres
The Gyres waren eine Band, die in Blantyre bei Glasgow in den 1990er Jahren, kurz vor der enormen Beliebtheit des Britpops, gegründet wurde.

## Bandmitglieder
| Andy McLinden | Gesang     |
| Paul McLinden | Gitarre    |
| Peter Lions   | Gitarre    |
| Marc McGill   | E-Bass     |
| Pat Flaherty  | Schlagzeug |

The Gyres spielten viele Gigs in Europa und Japan und gingen mit Künstlern wie Cast, Oasis, Reef, Echobelly, Bon Jovi und David Bowie auf Tour. Ein großer finanzieller Erfolg blieb der Band jedoch verwehrt.